# Eldece Clarke-Lewis
Eldece Clarke-Lewis, född den 13 januari 1965, är en bahamansk före detta friidrottare som tävlade i kortdistanslöpning.
Clarke-Lewis deltog vid två världsmästerskap individuellt men blev utslagen i kvartsfinalen på 100 meter vid VM 1995 och i semifinalen vid VM 1997. 
Hon hade större framgångar vid Olympiska spel och då i stafetten över 4 x 100 meter. Vid Olympiska sommarspelen 2000 ingick hon i stafettlaget som blev olympiska guldmedaljörer och vid Olympiska sommarspelen 1996 blev hon silvermedaljör.

## Personliga rekord
- 100 meter - 10,96